# Alive or Just Breathing
Alive or Just Breathing – drugi album amerykańskiej grupy Killswitch Engage. Album zadebiutował 21 maja 2002, nakładem Roadrunner Records. Wystartował z 37 miejsca listy The Billboard 200.
Płytę promował teledyski do utworów „Life To Lifeless” (reż. Doug Spangenberg) i „My Last Serenade” (reż. P.R. Brown, nakręcony w Los Angeles).

## Lista utworów
1. "Numbered Days" - 3:35
2. "Self Revolution" - 3:08
3. "Fixation on the Darkness" - 3:37
4. "My Last Serenade" - 4:13
5. "Life to Lifeless" - 3:17
6. "Just Barely Breathing" - 5:41
7. "To the Sons of Man" - 1:57
8. "Temple From the Within" - 4:04
9. "The Element of One" - 4:08
10. "Vide Infra" - 3:27
11. "Without a Name" (utwór instrumentalny) - 1:44
12. "Rise Inside" - 5:54

Bonusowe utwory (edycja specjalna albumu)
1. "In the Unblind" - 2:48
2. "When the Balance Is Broken" - 4:35
3. "Untitled and Unloved" (utwór instrumentalny) - 3:20
4. "Numbered Days" (wersja demo) - 3:37
5. "Transfiguration a.k.a. Fixation on the Darkness" (wersja demo) - 3:38
6. "Just Barely Breathing" (wersja demo) - 5:13
7. "Fixation on the Darkness" (wersja nagrana z Howardem Jonesem) - 3:37
8. "AOJB Studio Out Takes" - 1:17

## Twórcy
- Jesse Leach – śpiew
- Adam Dutkiewicz – perkusja, gitara, śpiew (w tle), produkcja muzyczna
- Joel Stroetzel – gitara
- Mike D'Antonio – gitara basowa, projekt okładki
- Tom Gomes – perkusja

Inni
- Andy Sneap – mastering, miksowanie
- Pete Cortese (Overcast) – autor kompozycji "Fixation on the Darkness"

Gościnnie
- Becka Dutkiewicz – śpiew w utworze "My Last Serenade"
- Philip Labonte (All That Remains) – śpiew w utworze "Self Revolution"

## Opis
Jak przyznał Leach, w sferze tekstowej na albumie jest wiele walki wewnętrznej. On sam w czasie pisania utworów zmagał się kwestią wiary i religii. Pomimo chrześcijańskiego wychowania kierował się wtedy w stronę rastafarianizmu. Znajduje to odzwierciedlenie w słowach "Numbered Days" (odwołanie do Babilonu).
Tekst utworu "Just Barely Breathing" (zawierający słowa wykorzystane w tytule całego albumu) odnoszą się do rozterek egzystencjalnych, sensu życia, istnienia Boga, które doświadczał Leach

## Interpretacja
Cover utworu „Numbered Days” wraz z gościnnym udziałem Jesse'go Leacha znalazł się na albumie pt. Heimat niemieckiej grupy Heaven Shall Burn, wydanym w 2025.